# Titkos templom legendái
A Titkos templom legendái (Legends of the Hidden Temple) amerikai vetélkedő, melyet a Nickelodeon csatorna mutatott be 1993 és 1995 között. A műsor helyszíne egy fiktív maja templom volt, amelynek kincseit kellett a játékosoknak megszerezni. A műsort Kirk Fogg vezette, illetve egyfajta narrátorként Olmec, a beszélő kőfej. Hat csapat mérkőzött meg egymás ellen (Vörös Jaguárok, Kék Barrakudák, Zöld Majmok, Narancs Gyíkok, Lila Papagájok, Ezüst Kígyók), mindkét csapatban két gyerek, egy fiú és egy lány volt, akiknek mind erőnléti, mind elméleti tudás szintjén helyt kellett állniuk. 
Eredeti sugárzása 1993 szeptember 11-től tartott 1995 június 27-ig az Egyesült Államokban. Nagy népszerűsége ellenére a csatorna nem újította meg a műsor szerződését a negyedik évadra, így az 120 epizód után véget ért.
Magyarországon 1998-tól vetítették, kezdetben az Msat Nickelodeon blokkján. 2016-ban egy filmváltozat is megjelent, a sorozat alapján. 2021-ben az amerikai The CW csatorna bejelentette, hogy újraindítja a műsort, azonban már felnőtt résztvevőkkel.

## Készítése
A Stone Stanley Productions és a Nickelodeon együttműködésében készült a floridai Orlandóban, ahol a Nickelodeon egyik stúdiója is megtalálható volt. A szereplőket is jellemzően a környékbeli településekről válogatták össze. A sorozat befejezése után számos ismétlést megélt, az amerikai Nick GAS csatornán, illetve a TeenNick-en.
Először 1993-ban láthatták a nézők, hétvégénként este fél 7-kor. A sikernek köszönhetően 1994-től már hétköznap fél 5-től vetítették. Összesen három évadot forgattak le – terveztek egy negyediket is, de a produkció kellős közepén leállították azt, a Nickelodeon ugyanis már más műsorok elkészítését tervezte.
Magyarországon 1999-től 2005-ig volt látható, jellemzően hétköznap délután 1 órakor, a Global Guts című műsorral párban.

## A játék menete
Maga a díszlet az Indiana Jones-filmek világát idézte, közép-amerikai dzsungel-témával. Több részből állt: egy széles, de sekély vizesárokból, egy lépcsősorból, és egy többszintes, labirintusszerű templomból. A templom kapujánál állt Olmec, a kőfej, aki az epizód témájául szolgáló legendáról mesélt, illetve a kihívásokról mondott el pár mondatot. Az epizódban szereplő legendák jellemzően egy értékes tárgyhoz kapcsolódtak, amelyet a templomban lehetett megszerezni, valamint a kérdések és a kihívások is ehhez kapcsolódtak.

### 1. forduló: Átkelés a Vizesárkon (Moat crossing)
A játékosok feladata, hogy a csapat mind két tagja átkeljen egy "vizesárok"-nak nevezett szűk medencén. Az átkelés módja epizódonként változott, jellemzően tutajon állva kellett a játékosoknak áthúzniuk magukat a túlpartra. Amint a csapat első tagja átkelt, a csapat második tagján volt a sor. Ha a második játékos is átért, akkor meg kellett nyomnia a túlparton található, saját csapatához tartozó gombot. Ha valamelyik játékos a vízbe esett, akkor annak a játékosnak elölről kellett kezdenie az átkelést. Az első fordulóban 6 csapat vett részt, az első 4 csapat, aki sikeresen átkelt, tovább jutott a következő fordulóba.

### 2. forduló: A Tudás Lépcsője (The Steps of Knowledge)
A maradék négy csapat felállhatott a Tudás Lépcsőjére. A forduló kezdetén Olmec elmesélte az aktuális epizódhoz tartozó legendát. A legenda ismertetése után kérdések következtek, melyek lehetséges válaszait Olmec felsorolta. Az a csapatok a lábuknál lévő "ősi jel" megnyomásával kaptak lehetőséget a kérdés megválaszolására. Az a csapat válaszolhatott, aki a leggyorsabban nyomta meg a jelet. A válaszhoz nem volt kötelező megvárni Olmec által felsorolt opciókat. Amennyiben a csapat helyesen válaszolt, úgy az alattuk lévő következő lépcsőfokra léphettek, viszont ha a válasz helytelen vagy 3 másodpercen belül nem válaszoltak, úgy a többi csapat ismét lehetőséget kapott, hogy az "ősi jel" segítségével ismét válaszoljanak. A lépcsők soronként egyre kevesebb helyet tartalmaztak, az alján 2 hellyel. A forduló addig tartott, ameddig 2 csapat el nem éri a legalsó fokot. Az a két csapat, amelyik elérte az alsó fokokat, tovább jutott a következő fordulóba.

### 3. forduló: A Templom Játékok (The Temple Games)
A harmadik fordulóban a maradék két csapat mérkőzött meg az Életmentő Medálokért, illetve a jogért, hogy beléphessenek Olmec templomába. A Templom Játékok 3 részből álltak és általában kapcsolódtak az aktuális epizód legendájának témájához. Mind a 3 rész során fizikai kihívások elé állították a csapatokat. Az első részben a csapat lány tagjai mérkőztek meg egymással és a nyeremény egy fél Életmentő Medál. A második részben a fiú tagok küzdöttek meg, szintén fél medálért. A játékok utolsó részén a csapat mind két tagja részt vett, annak teljesítése csapatmunkát igényelt és egy egész medált ért. Mind a 3 forduló 60 másodperces. Amennyiben a csapatoknak ugyanannyi medáljuk volt a harmadik forduló után, úgy egy kvízkérdéssel döntötték el, hogy melyik csapat jut tovább. Az első évadban ha az a csapat, amelyik megnyomja az előtte álló gombot, de nem tudta a választ, akkor automatikusan a másik csapat nyert. Ezt a szabályt a második évadtól eltörölték és ilyen esetben csak lehetőséget kap a helyes válaszra a másik csapat. A 3. fordulóban történt a csapattagok bemutatása is. Az első évadban Kirk kérdéseket is feltett a játékosoknak magukat illetően, ám a második évadban már Olmec vette át ezt a szerepet.

### Utolsó forduló: a Templom
A győztes csapatnak ezután meg kellett szereznie a templomból az értékes tárgyat, mégpedig egy háromperces időlimit alatt. A csapat kiválasztotta egyik tagját, aki elsőnek próbálkozhatott, és nála volt az egyik életmentő medál. A másik csapattárs eközben várakozott, és ha volt még legalább egy fél életmentő medál, az is nála volt.
A forduló kezdete előtt Olmec elmondta, hogy mit kell a játékosoknak végrehajtaniuk ahhoz, hogy hozzáférhessenek a kincshez. A templom 12 részből állt, különféle elnevezésű szobákból (pl. trónterem, királyi kincsestár, obszervatórium, az Ezüst Majom Szentélye, a Szív Terme stb.). A helyiségeket ajtók kötik össze, ám ezek némelyike zárva van – hogy melyik, az epizódonként változik. A kinyitásukhoz különféle mechanizmusokat kell aktiválni. A keresett tárgy a 12 helyiség egyikében van, ám háromban templomőrök vannak. Az őröket életmentő medállal lehet kicselezni. Ha csak fél medál áll rendelkezésre, a másik felét szintén a templomban lehet megkeresni.
A medált oda kellett adni a templomőrnek, és szabadon tovább lehetett haladni, ha azonban nem volt a játékosnál egy egész medál, akkor elfogták és kivezették őt. Ilyenkor következhetett a második játékos, akinek annyi könnyebbsége volt, hogy eggyel kevesebb őrre kellett számítania, és a már kinyitott ajtók is nyitva maradtak. Ha a második játékost is elfogta egy templomőr, véget ért a játék.
Ha valamelyik játékos megszerezte az értékes tárgyat, akkor az őrök eltűntek, és valamennyi ajtó kinyílt. Innentől kezdve már csak ki kellett jutni, mielőtt lejárt az idő. A résztvevő csapat a templomba jutásért eleve kapott egy díjat, ha megszerezték az értékes tárgyat, akkor egy még nagyobb nyeremény várt rájuk, ha pedig ki is sikerült hozniuk, akkor a főnyeremény.

## A 2021-es reboot
A sorozatot 2021-ben a CW csatorna újraindította, több változtatás eszközlésével:
- Az epizódok már nem 30 percesek, hanem egy óra hosszúak.
- Minden epizódban négy csapat mérkőzik egymással, és közöttük lehetnek azonos neműekből álló csapatok is.
- A Tudás Lépcsőjére a négyből az a három csapat mehet fel, amelyik először átkel a vizesárkon.
- A legendát korábban mindig csak a Tudás Lépcsőjén ismertették, most pedig már az epizód alatt többször elmondva, részletekben fejtik azt ki.
- A Templom Játékok csak két körből áll, mindegyikért egy egész életmentő medált lehet kapni, és a játékokban a csapattársak is részt vesznek. Az első játékban a csapatok egymás ellen küzdenek, míg a második kihívás időre megy, és amelyik csapat megnyerte a Tudás Lépcsői kört, az döntheti el, hogy ebben a fordulóban ki menjen először. Ha holtverseny alakul ki, Olmec feltesz egy kérdést, és az arra adott válasz dönti el, hogy ki győz.
- Olmec nem a Tudás Lépcsőjénél, hanem a Templom Játékok során mondja el, hogy hol van a kincs.
- Tizenkét helyiség helyett már csak tizenegy van a templomban, viszont ezek mérete jóval nagyobb lett.
- A templom őrei a leggyakrabban már nem akkor jelennek meg, amikor a játékos belép az adott helyiségbe, hanem már csak azután, hogy az adott helyiségben elvégzendő feladatot megcsinálta.
- A templomban három helyett most már négy perc áll rendelkezésre teljesíteni a feladatot. A győztes csapat 2500 dollárt kap csak azért, hogy eljutott a templomig, ha elérik a kincset, akkor ez felugrik 10 ezer dollárra, és ha azelőtt ki is jutnak, hogy az idő lejárt, akkor 25 ezer dollár üti a markukat.

## Az első évad epizódjai
- Feketeszakáll kincsestérképe (Blackbeard's Treasure Map)
- Belsazár aranypohara (The Golden Cup of Belshazzar)
- Galileo Galilei ágyúgolyója (Galileo's Cannonball)
- Vad Bill Hickok és a halott ember keze (Wild Bill Hickok and the Dead Man's Hand)
- John Henry elveszett kalapácsa (John Henry's Lost Hammer)
- ? (The Golden Cricket Cage of Khan)
- I. Erzsébet aranyhajója (Elizabeth I's Golden Ship)
- John Sutter és az elveszett aranybánya térkép (John Sutter and the Map to the Lost Gold Mine)
- Szaladin Szultán csillaga (The Star of Sultan Saladin)
- Alhambra kulcsai (The Keys to the Alhambra)
- Dzsingisz kán sisakja (The Helmet of Genghis Khan)
- A trójai faló patkója (The Trojan Horseshoe)
- Kamehameha medálja (The Pendant of Kamehameha)
- Magellán elveszett hajónaplója (The Lost Logbooks of Magellan)
- Geronimo mokaszinja (The Moccasins of Geronimo)
- ? (Henry VIII'S Great Seal)
- Amelia Earhart szerencsemalaca (The Lucky Pig of Amelia Earhart)
- Ponce de Leon és az elveszett ifjúság forrása (Ponce de Leon and the Lost Fountain of Youth)
- Jean Lafitte kincsestérképe (The Treasure Map of Jean Lafitte)
- ? (The Oracle Bowl of Delphi)
- Leonardo da Vinci ecsetje (The Paintbrush of Leonardo da Vinci
- Buddha köldöke (The Belly Button of Buddha)
- Zenobia aranyláncai (The Golden Chains of Zenobia)
- Jeanne d'Arc sisakja (The Helmet of Joan of Arc)
- Shiva elveszett karja (The Lost Arm of Shiva)
- Leif Erikson kőtáblája (The Stone Marker of Leif Erikson)
- Atahualpa aranyjaguárja (The Golden Jaguar of Atahualpa)
- Nagy Sándor és a gordiuszi csomó (Alexander and the Gordian Knot)
- Shaka Zulu maszkja (The Mask of Shaka Zulu)
- Sir Edmund Hillary érméje (The Medal of Sir Edmund Hillary)
- Hannibál és az ezüst nyeregkápa (The Silver Saddle Horn of Hannibal)
- Tutankhamon kígyós botja (King Tut's Cobra Staff)
- Pecos Bill elveszett lasszója (Pecos Bill's Lost Lariat)
- Robin Hood és Marian kisasszony selyemlétrája (Robin Hood and Maid Marian's Ladder)
- A Sárkány Lady és a kristálygömb (The Dragon Lady and the Blue Pearl)
- Mata Hari titkos kódfüzete (The Codebook of Mata Hari)
- Arábiai Lawrence fejfedője (Lawrence of Arabia's Headdress)
- Davy Crockett nyakörve (The Collar of Davy Crockett)
- Kleopátra kígyós karperece (The Snake Bracelet of Cleopatra)
- Anne Bonny kincse (The Treasure of Anne Bonny)

## A második évad epizódjai
- ? (The Silver Horseshoe of Butch Cassidy)
- Nathan Hale titkos csataterve (The Secret Battle Plan of Nathan Hale)
- Ali Baba aranylova (The Golden Stallion of Ali Baba)
- Grandy Nanny ezüst ágyúgolyója (The Silver Cannonball of Grandy Nanny)
- ? (The Apple Wood Amulet of Emiliano Zapata)
- ? (The Bone Necklace of the Blackfeet Chief)
- Dr. Livingstone naplója (The Diary of Dr. Livingstone)
- Benjamin Franklin villanyos kulcsa (The Electrified Key of Benjamin Franklin)
- Annie Taylor szerencse párnája (The Lucky Pillow of Annie Taylor)
- Theodóra császárné lila palástja (The Imperial Purple Robe of Empress Theodora)
- John Smith kapitány elveszett szerelmeslevele (The Lost Love Letter of Captain John Smith)
- ? (The Lucky Medallion of Atocha)
- Johnny Appleseed kásás kalapja (The Mush Pot Hat of Johnny Appleseed)
- ? (The Stone Head of the Evil King)
- Harriet Tubman sétabotja (The Walking Stick of Harriet Tubman)
- ? (The Crown of Queen Nzinga)
- Paul Bunyan és Bébé a borjú vas-orrgyűrűje (The Enormous Iron Nose Ring of Babe the Ox)
- Seherezádé csontszínű elefántja (The Ivory Elephant of Scheherezade)
- Montezuma gyémántnyaklánca (The Jeweled Necklace of Montezuma)
- ? (The Lost Lion Tail of Little John)
- A vasálarcos ember vasálarca (The Iron Mask of the Man in the Iron Mask)
- Dávid eltűnt szeme (The Missing Eye of David)
- ? (The Plumed Headdress of Cosarara)
- Szulejmán szent gyűrűje (The Sacred Ring of Sultan Suleiman)
- ? (The Shriveled Hand of Efoua)
- Napoleon két sarkú kalapja (The Two-Cornered Hat of Napoleon)
- Ahmed Baba nagyon magas turbánja (The Very Tall Turban of Ahmed Baba)
- Attila a Hun aranyserlege (The Golden Goblet of Attila the Hun)
- Annie Oakley leopárd-köpenye (The Leopard Skin Cloak of Annie Oakley)
- Mulan selyemszárnya (The Silk Sash of Mulan)
- Billy a kölyök kígyós csizmája (The Snakeskin Boots of Billy the Kid)
- Dolley Madison főkötője (The Bonnet of Dolley Madison)
- Ikarosz törött szárnya (The Broken Wing of Icarus)
- Henry Morgan arany fülbevalója (The Golden Earring of Henry Morgan)
- Medici Katalin aranypepperonija (The Golden Pepperoni of Catherine de' Medici)
- Nostradamus levitáló kutyanyakörve (The Levitating Dog Leash of Nostradamus)
- Freydis tejes vödre (The Milk Bucket of Freydis)
- Charles Lindbergh elveszett időjárás-térképe (The Missing Weather Maps of Charles Lindbergh)
- Paul Gauguin és a polinéz lány értékes portréja (The Priceless Portrait of the Polynesian Girl)
- Simon Bolivar és a spanyol király törött koronája (The Cracked Crown of the Spanish King)